# إيلانو
إيلانو بلومير (بالبرتغالية: Elano‏)، من مواليد 14 يونيو 1981 في البرازيل، لاعب كرة قدم برازيلي.
بدأ مسيرته الكروية مع نادي سانتوس في عام 2001، ولعب معهم حتى عام 2005، وشارك معهم في 131 مباراة وسجل 33 هدف، وفي عام 2005 انتقل إلى نادي شاختار دونيتسك الأوكراني، ولعب معهم حتى عام 2007، وشارك معهم في 48 مباراة وسجل 14 هدف، وعام 2007 لعب لنادي مانشستر سيتي الإنجليزي. انتقل إيلانو في 30 يوليو 2009 إلى نادي جلاتاسراي وفي 30 نوفمبر 2010 عاد إيلانو إلى ناديه السابق سانتوس وهو يلعب له إلى الآن.
منذ عام 2004 هو لاعب في منتخب البرازيل لكرة القدم.

## روابط خارجية
- إيلانو على موقع الاتحاد الدولي (مؤرشف)  (الإنجليزية)
- إيلانو على موقع الاتحاد الأوربي (الإنجليزية)
- إيلانو على موقع اتحاد تركيا (لاعب) (الإنجليزية)
- إيلانو على موقع اتحاد أوكرانيا (الإنجليزية)
- إيلانو على موقع قاعدة بيانات كرة القدم.إي يو (الإنجليزية)
- إيلانو على موقع ليكيب (الفرنسية)
- إيلانو على موقع ناشيونال فوتبول تيمز (الإنجليزية)
- إيلانو على موقع Soccerbase.com (لاعب) (الإنجليزية)
- إيلانو على موقع Soccerway.com (الإنجليزية)
- إيلانو على موقع عالم كرة القدم.نت (الإنجليزية)